# Nuevo Rocafuerte
Nuevo Rocafuerte är en ort i Ecuador.   Den ligger i provinsen Orellana, i den östra delen av landet, 400 km öster om huvudstaden Quito. Nuevo Rocafuerte ligger 194 meter över havet och antalet invånare är 1 400.
Terrängen runt Nuevo Rocafuerte är platt.  Trakten runt Nuevo Rocafuerte är nära nog obefolkad, med mindre än två invånare per kvadratkilometer. Det finns inga andra samhällen i närheten. I omgivningarna runt Nuevo Rocafuerte växer i huvudsak städsegrön lövskog.